# Arkadi Girschewitsch Aronow

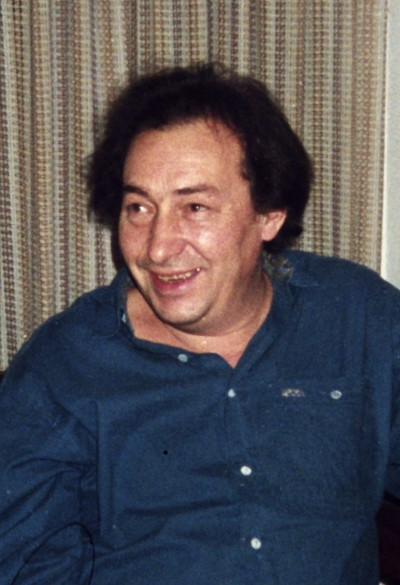
Arkadi Aronow

Arkadi Girschewitsch Aronow (russisch Аркадий Гиршевич Аронов, * 26. Juli 1939 in Leningrad; † 14. November 1994 in Rechovot) war ein sowjetischer Physiker, der auf dem Gebiet der theoretischen Festkörperphysik arbeitete.

## Leben
Aronow studierte bis 1962 an der Leningrader Elektrotechnischen Institut. 1966 wurde er am Institut für Halbleiterphysik der Akademie der Wissenschaften der UdSSR promoviert und erhielt den Titel Kandidat der Wissenschaft. Das Institut für Halbleiterphysik fusionierte später mit dem Joffe-Institut der Akademie. Er arbeitete dort bis 1974 und wechselte dann an das Leningrader Institut für Kernphysik der Akademie, wo er bis 1991 tätig war. 1977 erhielt er den russischen Doktortitel für eine Arbeit mit dem Titel Verhalten von Halbleitern und polarisierten Leitern unter Nichtgleichgewichtsbedingungen. 
Aronow leistete wichtige Beiträge auf dem Gebiet der theoretischen Festkörperphysik. Er untersuchte Eigenschaften von Halbleitern und Dielektrika, kinetische Phänomene in Halbleitern, publizierte zur Supraleitung und zu Metall-Isolator-Übergängen. Ab 1990 arbeitete er vorwiegend am Weizmann-Institut für Wissenschaften in Rechovot. 1994 wurde er dort ständiger Mitarbeiter.
1990 wurde er zum korrespondierenden Mitglied der Akademie der Wissenschaften der UdSSR gewählt. 1992 erhielt er den Humboldt-Forschungspreis und 1993 mit einer Gruppe russischer Physiker den CMD Europhysics Prize (seinerzeit Hewlett-Packard Europhysics Prize) für ihre theoretischen Arbeiten über kohärente Phänomene in ungeordneten Leitern. Zu der Gruppe gehörte neben anderen sein langfristiger Schüler und Koautor Boris Altshuler. Die Wilhelm und Else Heraeus-Stiftung ermöglichte ihm 1994 einen Forschungsaufenthalt im Institut für Theorie der Kondensierten Materie des Karlsruher Instituts für Technologie.
Er starb noch im gleichen Jahr an einem Herzinfarkt.

## Schriften (Auswahl)
- G. L. Bir, A. G. Aronov, G. E. Pikus: Spin relaxation of electrons due to scattering by holes. In: Sov. Phys. JETP. Band 42, Nr. 4, 1975, S. 705–712.
- B. L. Altshuler, A. G. Aronov: Contribution to the theory of disordered metals in strongly doped semicondutors. In: Sov. Phys. JETP. Band 50, Nr. 5, 1979, S. 968–976.
- B. L. Altshuler, A. G. Aronov, P. A. Lee: Interaction effects in disordered Fermi systems in two dimensions. In: Phys. Rev. Lett. Band 44, Nr. 19, 1980, S. 1288–1291, doi:10.1103/PhysRevLett.44.1288.
- B. L. Altshuler, A. G. Aronov, D. E. Khmelnitsky: Effects of electron-electron collisions with small energy transfers on quantum localisation. In: Journal of Physics C: Solid State Physics. Band 15, Nr. 36, 1982, S. 7367–7386, doi:10.1088/0022-3719/15/36/018.
- B. L. Altshuler, A. G. Aronov: Fermi-liquid theory of the electron-electron interaction effects in disordered metals. In: Solid State Communications. Band 46, Nr. 6, 1983, S. 429–435, doi:10.1016/0038-1098(83)90570-7.
- B. L. Altshuler, A. G. Aronov: Electron-electron interaction in disordered conductors. In: Modern Problems in Condensed Matter Sciences. Band 10, 1985, S. 1–153, doi:10.1016/B978-0-444-86916-6.50007-7.
- A. G. Aronov, Y. B. Lyanda-Geller: Spin-orbit Berry phase in conducting rings. In: Phys. Rev. Lett. Band 70, Nr. 3, 1993, S. 343–346, doi:10.1103/PhysRevLett.70.343.
- V. E. Kravtsov, I. V. Lerner, B. L. Altshuler, A. G. Aronov: Universal spectral correlations at the mobility edge. In: Phys. Rev. Lett. Band 72, Nr. 6, 1994, S. 888–891, doi:10.1103/PhysRevLett.72.888.
- A. G. Aronov, V. E. Kravtsov, I. V. Lerner: Spectral correlations in disordered electronic systems: Crossover from metal to insulator regime. In: Phys. Rev. Lett. Band 74, Nr. 7, 1995, S. 1174–1177, doi:10.1103/PhysRevLett.74.1174.